# Alan Haynes
Alan Haynes (Houston, 19 de febrero de 1956) es un guitarrista de blues estadounidense. Alan ha tocado profesionalmente desde la década de 1970 y ha colaborado con leyendas del blues como Stevie Ray Vaughan, Johnny Winter, Albert Collins, Albert King, The Fabulous Thunderbirds, Robert Cray, Bonnie Raitt, John Lee Hooker y Otis Rush, entre otros. En la actualidad reside en Austin, Texas y toca regularmente en ciudades de los Estados Unidos y a nivel internacional ocasionalmente.

## Discografía

### Estudio
- Seventh Son (1984)
- Wishing Well (1994)

### En vivo
- Live at the Camelot Club, Tel Aviv, Israel (1998)
- Live at the Blue Cat Blues (2000)
- Live at the Big Easy (2002)
- Gregg Rolie Live At The Iridium (2012)

### Colaboraciones
- José Blues (1988) David Lindholm
- Tribute to Elmore James (1996) Masters of Blues
- Telephone Road Houston, TX (1997) Mark May
- Preaching the Blues (1998) Preacher Keen
- Texas Minded (1998) The Tubesnakes
- Before I Go (1999) The Bluesknights
- Gulf Coast Blues (1999) Uncle John Turner